# Luetkenotyphlus insulanus
Luetkenotyphlus insulanus és una espècie d'amfibi gimnofió de la família dels sifonòpids. Va ser descrit com Siphonops insulanus per R. von Ihering el 1911 i reclassificat en el gènere Luetkenotyphlus el 2019.
Presumiblement és una espècie subterrània, que viu al sòl del bosc. També se suposa que és ovípar amb ous terrestres que es desenvolupen directament i que no depèn de l'aigua per a la reproducció.

## Distribució
Conegut només de les localitats tipus als estats de São Paulo i Rio de Janeiro, Brasil.